# الأردنية للطيران

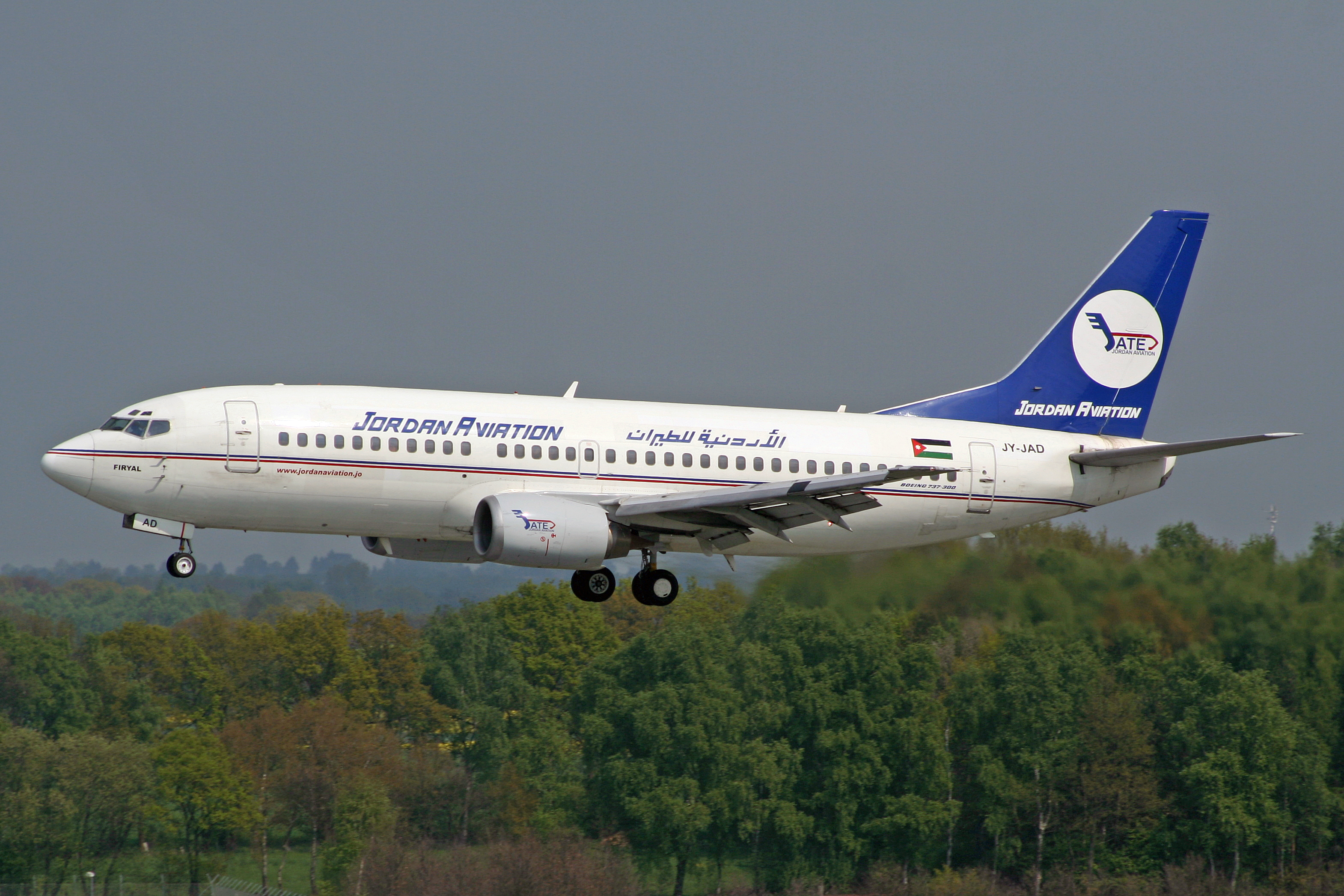
أحد طائرات الأردنية للطيران

## الوجهات
- تعتمد الشركة في رحلاتها على نقل 70% من قوات حفظ السلام في العالم بالتنسيق مع الأمم المتحدة إلى وجهات معينة من وإلى:

السودان، تشاد، أوغندا، إرتيريا، كينيا، كوت ديفوار، بنين، تنزانيا، الكونغو، غانا، رواندا، ناميبيا، ليبيريا، السنغال، نيجيريا، الفلبين، الهند، سريلانكا، نيبال، بنغلاديش، أفغانستان، العراق، فيجي، بيرو، هايتي، الأوروغواي، فنزويلا، الصومال، جنوب أفريقيا، مالي، توغو والأردن.
- تقوم الشركة بنقل الحجاج والمعتمرين من وإلى بلدانهم وبالأخص من مصر, أفغانستان ونيجيريا إلى مطار الملك عبد العزيز الدولي في جدة.
- عملت الشركة على تأجير عدد من طائراتها لطيران البراق والخطوط الجوية السورية[1] والإسكندرية للطيران وغيرها.
- تقوم الشركة بنقل الجماعات من خلال رحلات غير منتظمة كنقل أفرقة رياضية ومجموعات سياحية ورجال أعمال وشيوخ وأمراء.
- قامت الشركة بعدة رحلات للأراضي الفلسطينية لنقل الجرحى والمصابين ومعالجتهم على نفقة الشركة.[2]

## الأسطول
أسطول الأردنية للطيران 
| نوع الطائرة          | العدد | الطلبيات (اختياري) | عدد الركاب | ملاحظات |  |
| -------------------- | ----- | ------------------ | ---------- | ------- |  |
| إيرباص إيه 310-200   | 2     | -                  | 240        |         |  |
| إيرباص إيه 320       | 2     | -                  | 135        |         |  |
| إيرباص إيه 330       | 1     | -                  | 332        |         |  |
| بوينغ 737            | 12    | 1                  | 128        |         |  |
| بوينغ 767-200 إي آر* | 3     | -                  | 260        |         |  |
| غولف ستريم-3         | 1     | -                  | 10         | خاصة    |  |
| المجموع              | 19    | 1                  |            |         |  |

- *تم منعها من الطيران في المجال الجوي الاتحاد الأوروبي[4]